# Quellengrundpark
Der Quellengrundpark in Weseke im Kreis Borken (Westfalen) ist ein Freilichtmuseum des Heimatvereins Weseke e.V.

## Geschichte
Am 21. Juli 1977 stellte der Weseker Heimatverein einen Antrag an die Stadt Borken auf Erwerb eines Weseker Bauernhauses aus dem Jahre 1748. Am 22. September 1977 fand am Ort eine Begutachtung durch den Landeskonservator Dietrich Ellger statt, der das Objekt als förderungswürdig einstufte und einen für solche Zwecke sehr hohen Betrag von 15.000 DM zur Verfügung stellte.
Mit dem Liegenschaftsamt wurde am 5. Oktober 1977 ein Kaufvertrag abgeschlossen und das Fachwerkhaus einschließlich 1 Webstuhl, 1 Futtertrog (Sandstein), 1 Spindel, 1 Brachpflug mit Untergestell, 2 Kornsicheln, 1 Tragsattel, 1 Egge, 2 Wagenschlegel, 1 Wagenrad und diverse Eichenbretter erworben.
Rund um dem wiederaufgebauten Bauernhaus, das als Heimathaus des Vereins dient, sind auf dem umliegenden Gelände der stillgelegte Bahnstrecke Borken–Burgsteinfurt nach und nach weitere historische Gebäude, sehenswürdige Bauwerke und Anlagen, wie geologischer Garten, Apothekergarten, Wassertretbecken und andere, entstanden.

## Gezeigte Gebäude

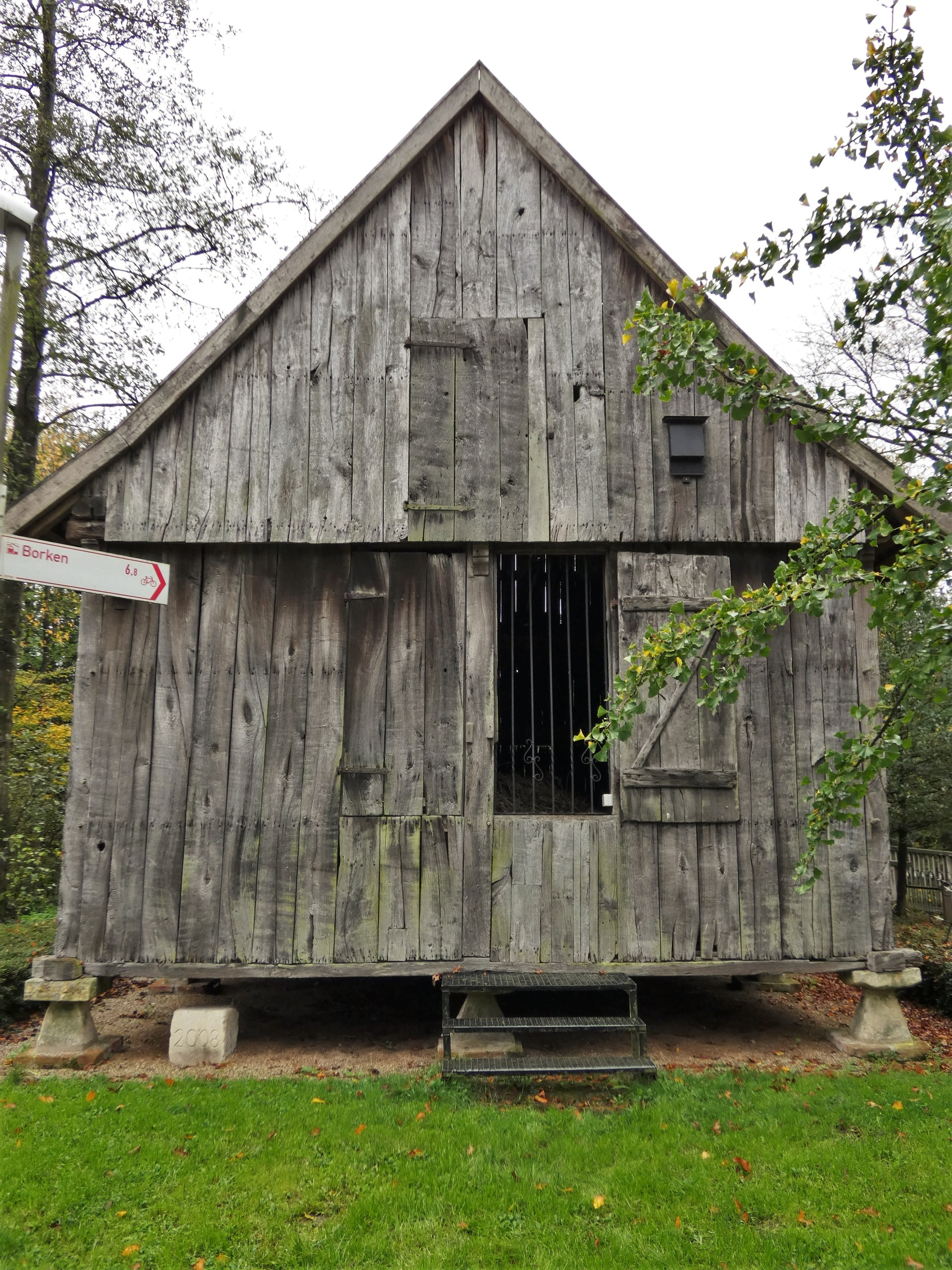
Museschoppe im Quellengrundpark

### Das Heimathaus
Kern des Parks ist das Heimathaus, bei dem es sich um ein 1748 erbautes Bauernhaus handelt. Im Heimathaus sind alte Gerätschaften der Landwirtschaft ausgestellt.

### Das Wellenhäuschen
Das Wellenhäuschen am Eingang des Parks ist im Jahre 1900 auf der Holtbachquelle erbaut worden und steht heute als frühes Beispiel einer öffentlichen Wasserversorgung unter Denkmalschutz. Mit seiner Pumpenanlage versorgte es von 1901 bis 1970 die Weseker Molkerei und einige Anlieger der Hauptstraße mit Trinkwasser.

### Der Backspieker
Im historischen Backspeicher mit einem Holzbackofen wird regelmäßig die Brotherstellung in alter Tradition vorgeführt. Der Backspeicher, ein Kornspeicher (Baujahr 1850) stammt vom Hof Kortbuß aus Ahaus, Wüllen-Oberortwick.

### Die Museschoppe
Die „Museschoppe“ (plattdeutsch für „Mäusescheune“) ist eine für die Region typische Getreidescheune. Sie stammt ursprünglich aus Maria Veen. In ihr sind kleinere landwirtschaftliche Geräte und Gegenstände untergebracht. In einer solchen Scheune wurde früher das im Sommer geerntete Getreide in Form von Getreidegarben gestapelt, um es in den Wintermonaten je nach Bedarf zu dreschen. Um Ungeziefer, wie Mäuse und Ratten fernzuhalten, war diese Scheune so aufgebaut, dass sie auf trapezförmigen Sandsteinsockeln stand, die zusätzlich mit einer Sandsteinplatte abgedeckt waren.

### Die Viehhütte
Die Werkstatt des Vereins ist in der Viehhütte des Bauern Enning-Olthoff aus der Wiese am Ramsdorfer Diek in das Gelände des Quellengrundparks umgesetzt.

### Neue Ausstellungsscheune
Im Jahre 2008 wurde auf dem Gelände zur Pumpstation am Ausgang zur Wiesenstraße eine neue Ausstellungsscheune errichtet. Die Scheune wurde im Jahr zuvor auf einem Bauernhof in Heiden abgetragen. In der Ausstellungsscheune mit historischen landwirtschaftlichen Geräten sind ein paar technische Maschinenraritäten gelagert, die bereits vor fast 100 Jahren menschliche Arbeitskraft durch Motorleistung unterstützen bzw. teilweise ersetzen konnten.

### Die Schirmscheune
In einer Schirmscheune ist unter anderem eine Holzschuhmacherwerkstatt, ein Feldbrandmeiler, ein Rennofen zu sehen.

#### Der Feldbrandmeiler
Der Feldbrandmeiler ist eine uralte Handwerkstechnik zur Herstellung gebrannter Steine (Ziegel). Der Feldbrandmeiler in der Schirmscheune am Quellengrundteich wurde mit Hilfe der Europäischen Gemeinschaft, eingebettet im Agri-Cultura-Programm, aufgebaut und abgebrannt am 28./29. September 1999. Im Rahmen einer Vielzahl von Projekten sollen dem Besucher auf einem kulturhistorischen Pfad beiderseits der deutsch-niederländischen Grenze regionale Besonderheiten nähergebracht werden.

#### Der Rennofen
Neben dem Feldbrandmeiler ist auch der funktionsfähige Nachbau eines Rennofens in der Schirmscheune am Quellengrundteich zu sehen. Es ist ein Schmelzofen, der in der Eisenzeit zur Herstellung von Eisen diente.

### Das Bienenhaus
Neben der Ausstellungsscheune hat Heimatverein ein neues Bienenhaus gebaut. Das Haus für die Bienenstöcke und für Gerätschaften der Imkerei wurde mit gut erhaltenen Hölzern, Steinen und Ziegeln aus alten Gebäuden aufgebaut. Alles wurde so konzipiert, dass Interessierte von außen allein oder im Rahmen einer Führung die Bienen beobachten können.

## Weitere Einrichtungen im Quellengrundpark und im Umkreis

### Historischer Apothekergarten

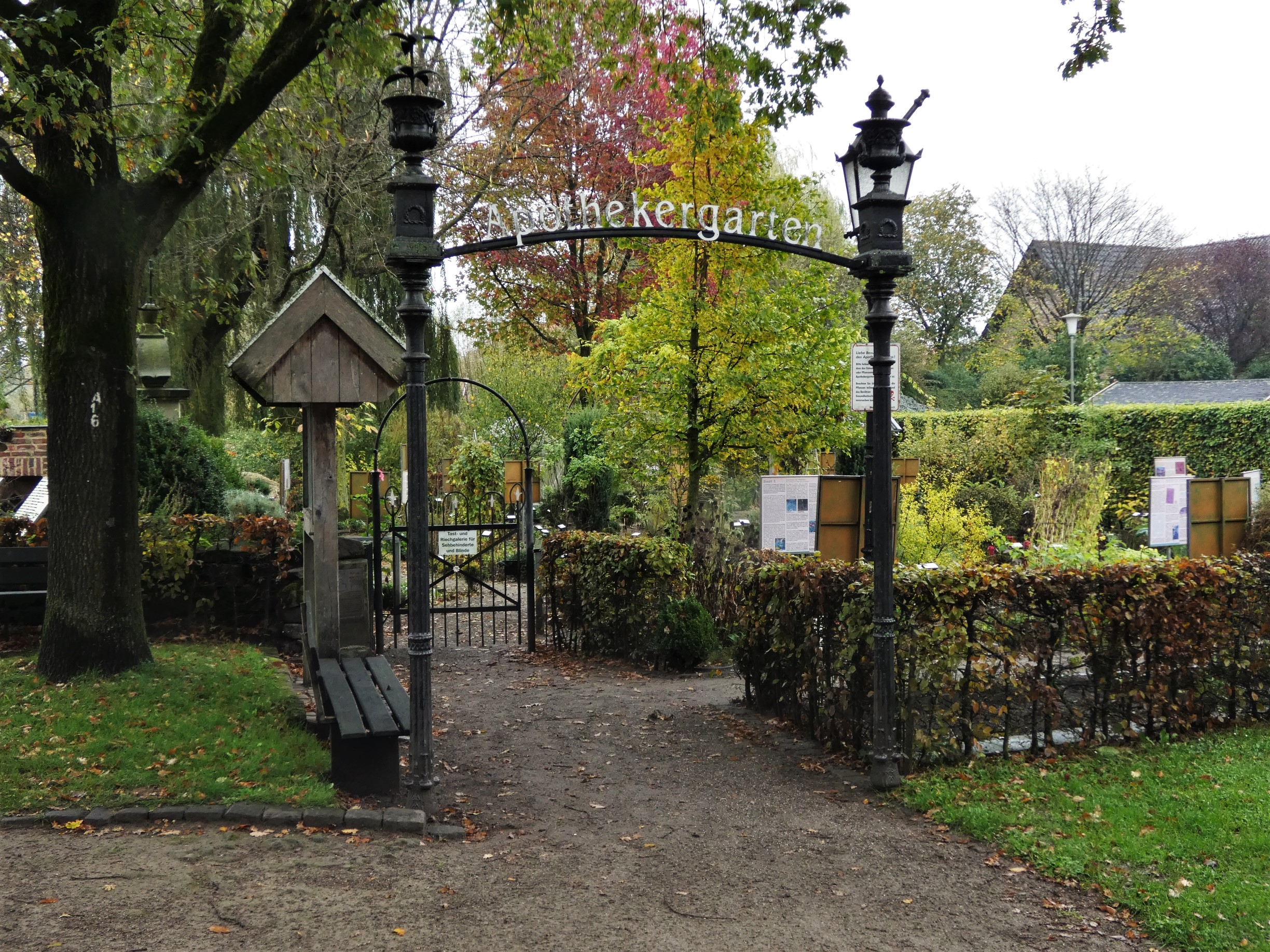
Eingang zum Apothekergarten in Quellengrundpark Borken-Weseke

Der historische Apothekergarten beherbergt eine Tast- und Riechgalerie mit mehreren Kräutern. Die erläuternde Blindenschrift ist in Deutsch und Niederländisch verfasst. Thema des Gartens ist „Europäische Pflanzenheilkunde – von den Ursprüngen bis zur modernen Phytotherapie“. 21 Beete mit Schautafeln informieren über die Geschichte der Heilpflanzen und ihre Anwendung in der Heilkunst der Römer, in der natur- und heilkundlichen Werken von Hildegard von Bingen oder in der anthroposophischen Medizin.

### Geologischer Garten
Im Geologische Garten ist eine Erdzeituhr von 6 m Durchmesser aufgebaut, auf der in Natursteinpflaster analog zu einem 24-Stunden-Tag die gesamten 4,5 Mrd. Jahre der Erdgeschichte darstellen. Fossilien aus allen Erdzeitaltern befinden sich in zahlreichen Schaukästen.

### Die Wassertretanlage
Die Kneippsche Wassertretanlage im Quellengrundpark lädt in den Sommermonaten zu erholsamen Stunden ein. Sie wird mit eiskaltem Wasser der Holtbachquelle gespeist.

### Bockwindmühle in Borken-Weseke

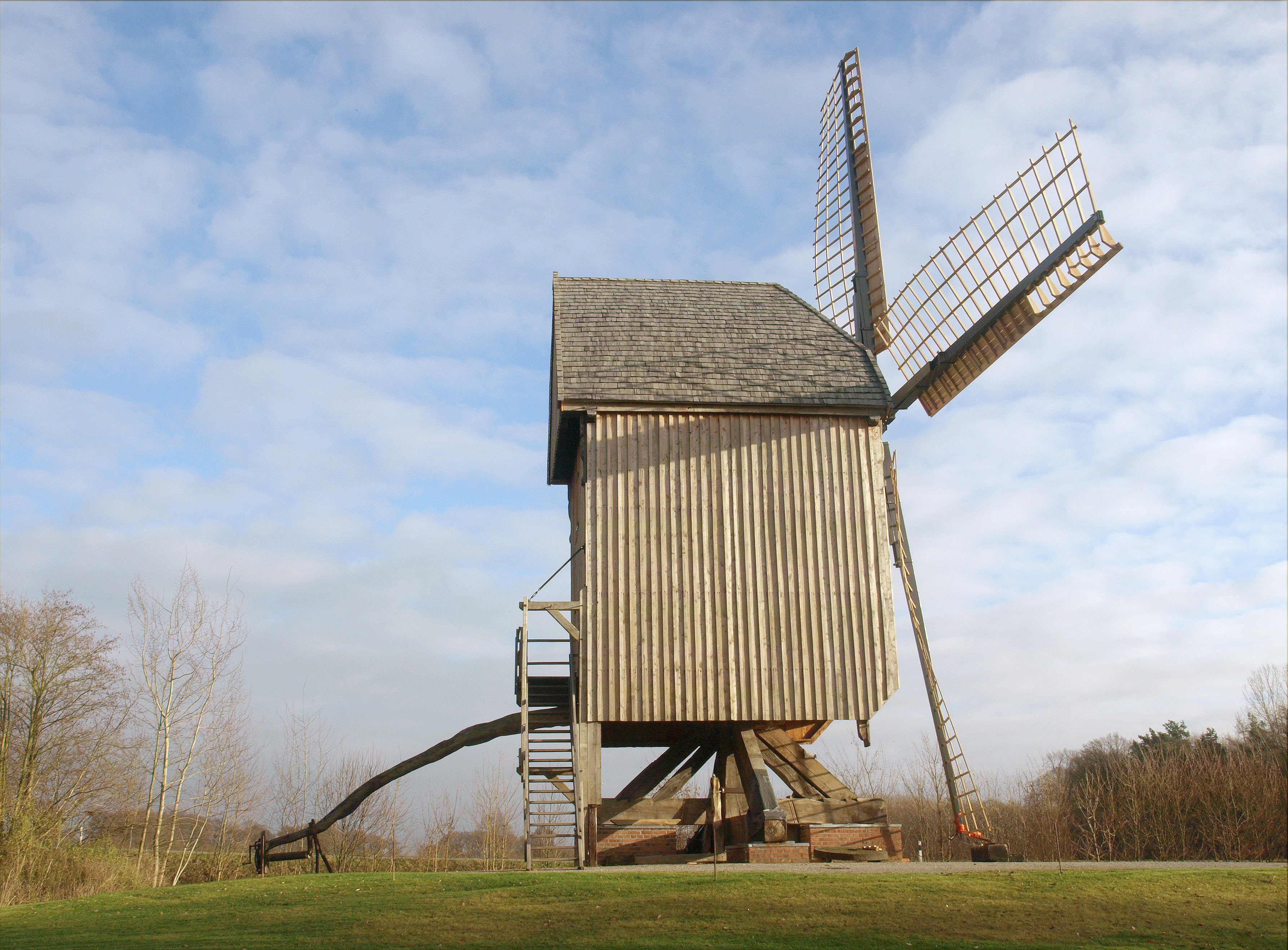
Bockwindmühle in Borken-Weseke

2009 gewann der Weseker Heimatverein beim Wettbewerb „I can, you can, Borken“ das Startkapital zum Ankauf einer Bockwindmühle, mit der das fehlende Glied in der Konzept-Kette „Vom Korn zum Brot“ geschlossen werden sollte. 2009 erwarb der Heimatverein Weseke die Mühle, die ursprünglich 1848 in Krippehna bei Eilenburg in Sachsen errichtet wurde. 1994 wurde die Bockwindmühle in Sachsen stillgelegt, später abgebaut und auf einem Bauernhof in Bayern zwischengelagert. Zur Verwirklichung des Mühlenprojekts wurde ein Weseker Mühlenverein e.V. gegründet. Im Dezember 2011 erteilte die Stadt Borken die Genehmigung für den Wiederaufbau der Mühle. Die Mitglieder des Mühlenvereins haben die Bockwindmühle restauriert und wieder voll funktionsfähig aufgebaut. Am 12. April 2014 wurde die mahlfähige Mühle feierlich eingeweiht. Im September 2015 erhielt der Weseker Mühlenverein einen Felix-Sümmermann-Preis für Denkmalpflege aufgrund des besonderen Einsatzes für den Erhalt und die Nutzung eines Denkmals.
Im Jahr 2016 entwickelte sich das Mühlenprojekt weiter. Neben der Bockwindmühle wurde eine alte Schirmschoppe wiederaufgebaut, in der sich heute eine Küche und Sanitäranlagen befinden. 2018 kam eine weitere Schoppe für Ausstellungszwecke dazu. Hier können die Besucher zehn originalgetreu nachgebaute und funktionsfähige Mühlenmodelle besichtigen.

## Vereinsaktivitäten in Quellengrundpark

### Aktivitäten für Kindergarten- und Schulkinder
Der Heimatverein Weseke hat in Zusammenarbeit mit ehrenamtlichen Mitarbeiterinnen und Mitarbeitern ein Kinder- und Jugendprogramm organisiert. Regelmäßig wird das Projekt „Vom Korn zum Brot“ mit Schulklassen durchgeführt, bei dem das Korn gemeinsam mit den Kindern wie in früheren Zeiten gesät und geerntet wird. Der Abschluss bildet jeweils der Backtag im Backspeicher, bei dem die selbst hergestellten Brote verköstigt werden.

### Veranstaltungen
Die Verantwortlichen des Weseker Heimatvereins sind der grundlegenden Meinung, dass Kultur- und Baudenkmäler geschützt und gepflegt werden müssen, aber deshalb nicht in „Watte“ gepackt, vor der Öffentlichkeit versiegelt und verschlossen werden. Es werden Führungen durch den Quellengrundpark, den Apothekergarten und den Geologischen Garten angeboten. Der traditionelle Winterspaziergang um das Dorf Weseke findet jährlich statt. Im Mai wird traditionell der Aktionstag gefeiert. Im Heimathaus werden Musikveranstaltungen, Heimatlesungen, Abende für die Freunde der plattdeutschen Sprache und ähnliche Veranstaltungen in Zusammenarbeit mit entsprechenden Partnern und Weseker Vereinen organisiert. Seit 1976 geben die Weseker Heimatblätter Auskunft über die reichhaltige Geschichte des Dorfes und seiner Umgebung.